# 900 North Michigan

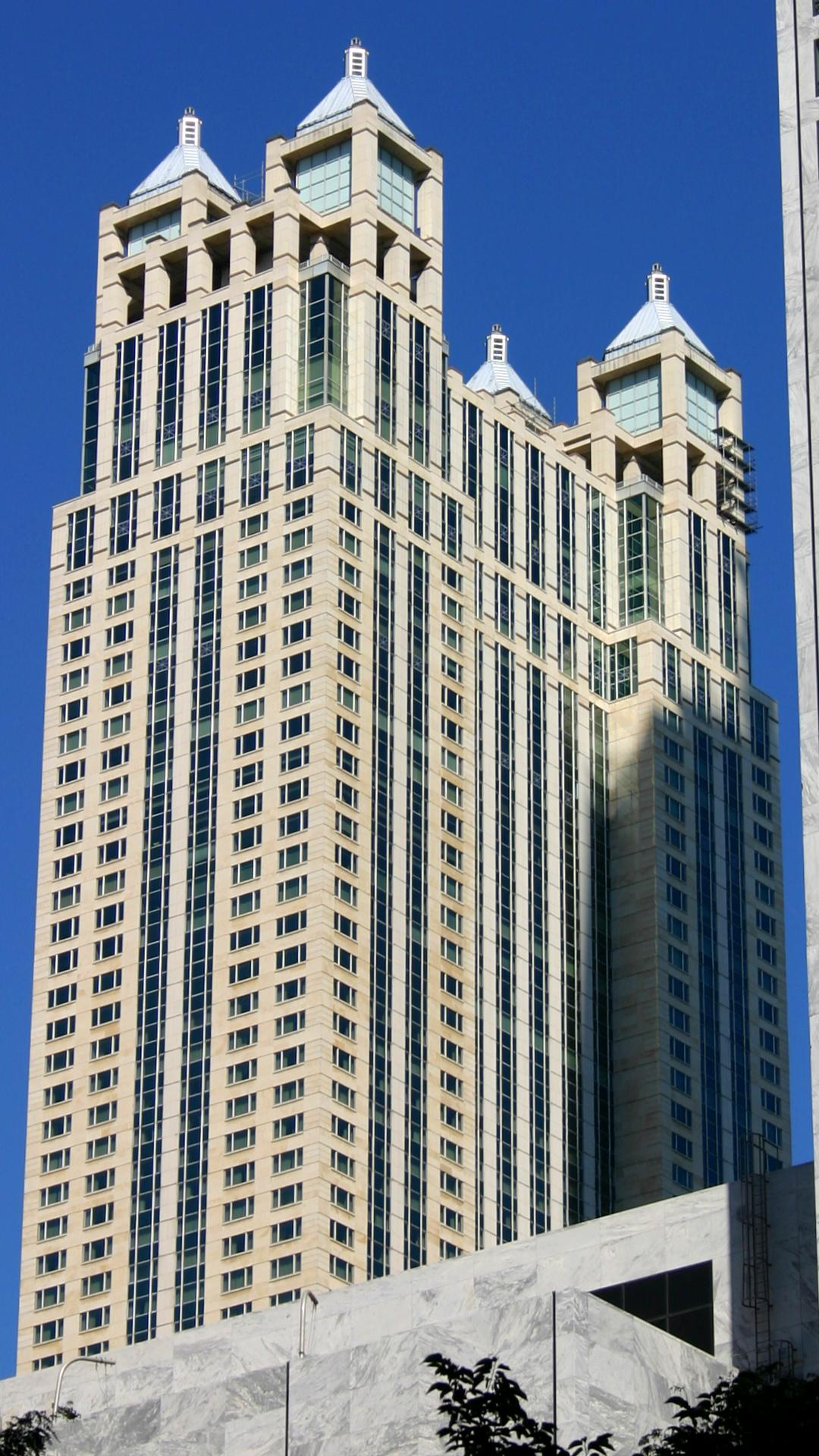
900 North Michigan.

900 North Michigan é um dos arranha-céus mais altos do mundo, com 265 metros (871 ft). Edificado na cidade de Chicago, Estados Unidos, foi concluído em 1989 com 66 andares.